# Matthias Gemelli Cuprimontanus
Matthias Gemelli Cuprimontanus, född 1540, död 1608 i Nykils församling, Östergötlands län, var en svensk präst.

## Biografi
Matthias Gemelli Cuprimontanus föddes 1540. Han blev 1576 kyrkoherde i Nykils församling och underskrev Uppsala mötes beslut 1593. Cuprimontanus skrev under Söderköpings riksdagsbeslut 1595. Han avled 1608 i Nykils församling.
Cuprimontanus nämns i brev om prästgårdens gränser 11 september 1599 och 12 maj 1608.

### Familj
Cuprimontanus var gift med Anna Botvidsdotter. Hon var dotter till stadsskrivaren Botvid Hansson och Ingrid Göransdotter i Norrköping. De fick tillsammans barnen kyrkoherden Canutus Kylander (1590–1667) i Vikingstads församling, kyrkoherden Haqvinus Matthiæ Neokylander (1599–1608) i Västra Hargs församling, studenten Olavus vid Uppsala universitet, kyrkoherden Jonas Neokylander i Kullerstads församling och Kerstin Mattsdotter som var gift med kyrkoherden Laurentius Kylander i Nykils församling. Efter Cuprimontanus död gifte Anna Botvidsdotter sig med kyrkoherde Jonas Arvidi i Nykils församling.